# 石川康通
石川康通（日语：／ Ishikawa Yasumichi，1554年—1607年9月17日）是日本戰國時代至江戶時代初期的武將、大名。美濃國大垣藩初代藩主。石川數正的堂兄弟。父親是石川家成。

## 生平
在天文23年（1554年），家中長男。天正元年（1573年），在與武田勝賴戰鬥後立下武名。天正8年（1580年），因為父親隱居，於是繼承家督。父親家成是德川家康的表兄弟和西三河的旗頭，在德川家中是數一數二的重臣。天正18年（1590年），在家康移封關東地方時，因為戰功而被賜予上總國成戶2萬石所領。在當時是德川家中的有力大名，與井伊直政、本多忠勝、榊原康政、平岩親吉一同在京中擔任家康的守護。慶長5年（1600年），在關原之戰中，與竹谷松平家清一同守備尾張國清洲城，並參加進攻石田三成的近江國佐和山城，在戰後因為戰功，受加增移封至美濃國大垣藩5萬石。在慶長12年（1607年）病死。享年54歲。
因為兒子忠義還是幼少，於是家督再次由父親家成繼承，家成亦在2年後的慶長14年（1609年）死去，此後的繼承人是姪兒忠總。

## 外部連結
- 武家家伝＿石川氏 （页面存档备份，存于）